# Římskokatolická farnost Velké Heraltice
Římskokatolická farnost Velké Heraltice je územní společenství římských katolíků s farním kostelem Neposkvrněného početí Panny Marie ve Velkých Heralticích.

## Kostely a kaple na území farnosti
- Kostel Neposkvrněného početí Panny Marie ve Velkých Heralticích
- Kostel svatého Bartoloměje v Malých Heralticích
- Kostel Nanebevzetí Panny Marie v Sádku
- Kostel Navštívení Panny Marie v Košeticích
- Kaple Sedmibolestné Panny Marie ve Velkých Heralticích
- Kaple Nanebevzetí Panny Marie ve Velkých Heralticích